# 13334 Тост
13334 Тост (13334 Tost) — астероїд головного поясу, відкритий 17 вересня 1998 року.
Тіссеранів параметр щодо Юпітера — 3,226.